# 안드로메다자리 세타
안드로메다자리 세타(θ And / θ Andromedae)는 안드로메다자리의 쌍성계이다. 지구에서 약 253 광년 떨어져있다.
주성, 안드로메다자리 세타 A는 백색 A형 주계열성으로 겉보기 등급은 +4.61 등급이다. 반성, 안드로메다자리 세타 B는 주성과 0.1 각초 떨어져있다.

## 참고 자료
- 안드로메다 세타의 사진